# MX záznam
MX záznam je druh položky v DNS. Obsahuje informaci o poštovních serverech obsluhujících e-mailové adresy v dané internetové doméně.

## Historie
Původní koncepce systému elektronické pošty byla založena na tom, že e-mailové adresy byly ve tvaru uživatel@server.doména.tld. Poštovní servery tak kontaktovaly přímo server příjemce uvedený za zavináčem. Problém nastal v okamžiku, kdy se do Internetu začaly připojovat servery pomocí vytáčeného spojení. Ty pochopitelně nebyly připojeny stále a proto doručování pošty na ně způsobovalo problémy v okamžiku, kdy byly off-line.

## Popis
Jako řešení nastalé situace byl zvolen elegantní způsob, kdy stávající pravidla o doručování přímo na server byla zachována, ale nově bylo povoleno doručování také na doménová jména. Uživatel honza@pocitac.example.net tak mohl používat rovněž adresu honza@example.net. Podle aktuálně platného RFC 5321 se poštovní server před doručením pošty dotáže DNS, zda pro hledanou doménu existuje MX záznam. Pokud ano, doručí poštu na server s nejvyšší prioritou MX záznamu. Pouze v případě, že MX záznam neexistuje, smí být pošta doručena na adresu (část za zavináčem) podle tzv. A záznamu (tj. IP adresa).
MX záznamy jsou v DNS uloženy spolu s prioritami, podle kterých se má doručovat. Čím má záznam nižší číslo, tím vyšší prioritu má a proto se veškerá pošta doručuje přednostně na server uvedený v něm. Pokud server není dostupný, zkouší poštovní servery doručit poštu na záložní servery uvedené v MX záznamech s vyšším číslem. Toho někdy zneužívají spammeři, kteří zkouší doručovat spamy přímo přes záložní poštovní server (s nejvyšším číslem) a doufají, že na něm bude slabá antispamová ochrana.
Servery uvedené v MX záznamech musí být uvedeny v doménovém tvaru (server.doména.tld), nikoliv jako IP adresy.

## Příklad
Při dotazu na MX záznamy domény wikipedia.org se objeví:
```
wikipedia.org   MX preference = 10, mail exchanger = mchenry.wikimedia.org
wikipedia.org   MX preference = 50, mail exchanger = lists.wikimedia.org
```